# Уаттара, Болодигуй
Болодигуй Уаттара (фр. Bolodigui Ouattara, род. 18 июля 1980) — ивуарийский шоссейный велогонщик.

## Карьера
Чемпион Кот-д'Ивуара в индивидуальной гонке и неоднократный призёр в групповой гонке. Стал третьим в общем зачёте на Гран-при Шанталь Бийя, отметился победами на этапах ряда гонок. Неоднократно Участвовал в Туре дю Фасо.
Несколько раз принимал участие в Африканских играх и чемпионате Африки.

## Достижения
2005
2-й этап на Тур де л'ор блан
2007
3-й на Чемпионат Кот-д'Ивуара — групповая гонка
 Чемпион Кот-д'Ивуара — индивидуальная гонка
4-й этап на Тур де л'ор блан
5-й этап на Букль дю Котон
2008
3-й на Чемпионат Кот-д'Ивуара — групповая гонка
3-й на Чемпионат Кот-д'Ивуара — индивидуальная гонка
2-й на Grand Prix Clotilde Ohouochi
2009
5-й и 7-й этапы на Тур Того
2010
4-й и 10-й этапы на Тур де л'ор блан
2011
3-й на Чемпионат Кот-д'Ивуара — групповая гонка
2012
5-й, 7-й и 9-й этапы на Тур Кот-д’Ивуара
2013
Trophée Colonel-Major Soumahoro Gaoussou
1-й этап на Ecowas Cycling Tour
3-й на Гран-при Шанталь Бийя
2014
2-й на Чемпионат Кот-д'Ивуара — групповая гонка
3-й этап на Тур Мадагаскара
2015
2-й этап на Grand Prix Jean-Marc Yacé
3-й этап на 72 Heures du Sud
6-й и 7-й этапы на Тур де л'эст интернациональ

## Рейтинги
| Год                 | 2007  | 2008  | 2009  | 2010  | 2011 | 2012 | 2013 | 2014 |
| ------------------- | ----- | ----- | ----- | ----- | ---- | ---- | ---- | ---- |
| Африканский тур UCI | 122-й | 177-й | 144-й | 163-й | -    | -    | -    | 96-й |
|                     |       |       |       |       |      |      |      |      |
| Источник: UCI       |       |       |       |       |      |      |      |      |